# Torre Fossa
Torre Fossa è una frazione di Ferrara di 420 abitanti, facente parte della Circoscrizione 2.
Dista 6 km da Ferrara e si sviluppa lungo la via Bassa, tra Ferrara e Fossanova San Marco.
Presente già nel XIII secolo col nome di Torre della Fossa e menzionata da Ludovico Ariosto nell'Orlando Furioso.
Il nome deriverebbe da una stazione di imbarco e sbarco sul Po di Primaro all'imbocco della fossa di navigazione fra Ferrara e Bologna.